# Takashi Sekizuka
Takashi Sekizuka (関塚 隆, Sekizuka Takashi, Funabashi, 26 oktober 1960) is een Japans voormalig voetballer die speelde als aanvaller.

## Clubcarrière
In 1980 ging Sekizuka naar de Waseda-universiteit, waar hij in het schoolteam voetbalde. Nadat hij in 1984 afstudeerde, ging Sekizuka spelen voor Honda. In 7 jaar speelde hij er 112 competitiewedstrijden en scoorde 36 goals. Sekizuka beëindigde zijn spelersloopbaan in 1991.

## Trainerscarrière
Hij heeft als hoofdtrainer bij diverse Japanse clubs gewerkt, waaronder Kashima Antlers (1998, 1999), Kawasaki Frontale (2004-2008, 2009), Júbilo Iwata (2013) en JEF United Chiba (2014-2016). Takashi Sekizuka was coach van het Japans voetbalelftal op de Olympische Zomerspelen 2012.